# Gertrudis de Baviera
Gertrudis de Baviera y Sajonia (c. 1154-1 de julio de 1197) fue una noble alemana, duquesa de Suabia como esposa de Federico IV de Suabia, y reina consorte de Dinamarca, como esposa del rey Canuto VI de Dinamarca.

## Biografía
Hija de Enrique el León de Baviera y Sajonia y Clemencia de Zähringen. Se casó a los 12 años de edad con Federico IV de Suabia, en 1166, como parte de un acuerdo en la disputa entre los Hohenstaufen y los Güelfos, él era mayor por casi diez años. En 1167 Federico participó en las campañas de Federico I Barbarroja en Italia, convirtiéndose en una de las muchas bajas del ejército imperial debido a la malaria. Sucumbió a la enfermedad después de ocupar Roma el 19 de agosto de 1167. El breve matrimonio no tuvo hijos.
En 1171 se comprometió y en febrero de 1177 se casó con el príncipe Canuto de Dinamarca en Lund. Ella era 12 años mayor que su esposo. La pareja vivió los primeros años en Escania. El 12 de mayo de 1182, se convirtió en reina. Ella no tuvo hijos. Durante su segundo matrimonio, ella eligió vivir en la castidad y el celibato con su marido. Arnoldo de Lübeck comentó de su matrimonio, que su esposo fue: El más casto, viviendo todos sus días con su casta esposa en la castidad eterna.